# Kanton Monteux
 Monteux  is een kanton van het Franse departement Vaucluse. Het kanton maakt deel uit van de arrondissementen Carpentras en Avignon. In 2018 telde het 36.297 inwoners.
Het kanton werd gevormd ingevolge het decreet van 25 februari 2014 met uitwerking op 22 maart 2015, met Monteux als hoofdplaats.

## Gemeenten
Het kanton omvat de gemeenten:
- Althen-des-Paluds
- Beaumes-de-Venise
- Caromb
- Entraigues-sur-la-Sorgue
- Monteux
- Saint-Hippolyte-le-Graveyron
- Sarrians